# Bonifaciu Florescu
Bonifaciu Florescu (n. 17 mai 1848, Budapesta – d. 18 decembrie 1899, București) a fost un publicist, traducător și critic literar, fiul lui Nicolae Bălcescu.

## Biografie

### Familia și educația
A fost fiul nelegitim al lui Nicolae Bălcescu și al Alexandrinei (Luxița) Florescu, fiica marelui logofăt Iordache Florescu. Asupra legăturii fiicei lor, pe care o considerau o mezalianță, Floreștii au ascuns adevărul, în timp ce Bălceștii au recunoscut paternitatea copilului. Luxița Florescu și-a adoptat în 1858 propriul fiu și s-a îngrijit de educația lui. Mama lui Bonifaciu l-a luat pe acesta în Franța, unde a fost elev la Liceul Louis-le-Grand din Paris, după care a urmat Facultatea de Litere la Academia din Rennes, obținând licența în anul 1872. S-a întors în România în 1873. În urma unui concurs a fost numit profesor „provizoriu” la catedra de istorie universală de la Facultatea de Litere a Universității din Iași. Ministrul Titu Maiorescu l-a destituit în 1874. A activat ca profesor de istorie și de limba și literatura franceză la Liceul „Sfântul Sava” din București. A mai predat franceza la Gimnaziul „Mihai Viteazul”, la Liceul Militar de la Mănăstirea Dealu și la Seminarul Nifon Mitropolitul din București.
Bonifaciu Florescu a fost astfel caracterizat de Constantin Bacalbașa, contemporan cu Bonifaciu: "Temperament combativ, scria mereu, deși nu avea talentul scriitorului, și ținea conferințe și se avânta la tribuna întrunirilor politice, deși nu avea darul vorbirii. Era un boem, a trăit și a murit boem".. 

### Lucrări, opera
Autor de manuale, al unui dicționar (1894) și al unei antologii (La Poesie lyrique francaise du X-eme au XX-eme siecle, 1895), editor și comentator al lui Buffon (Discours sur le style, 1884), istoric al literaturii franceze (Histoire de la litterature francaise jusqu'a Malherbe, 1892), Florescu a desfășurat și o insistentă activitate jurnalistică. Membru al Partidului Liberal, prieten cu Pantazi Ghica și colaborator la gazetele acestuia, s-a numărat între cei care au făcut o opoziție categorică Junimii și lui Titu Maiorescu: figurează în aproape toate foile antijunimiste („Românul”, „Tranzacțiuni literare și științifice”, „Revista contimporană”, „Stindardul”) și, împreună cu Al. Macedonski, inițiază editarea „Literatorului”. A fondat „Portofoliul român” și „Duminica” (alături de I.C. Săvescu); a condus „Țara literară”, a întemeiat „Revista albastră” și „Biblioteca omului de gust”. A colaborat la „Revista orientală”, „România literară”, „Nuvelistul”, „Revista literară”, „Vestea”, „Peleșul”, „Analele literare” etc. În 1894 a scos săptămânalul „Dacia viitoare”.
Publicistul se arată preocupat de istoria și literatura popoarelor. Scrie despre Revoluția franceză, îl interesează Istoria în cântecele poporane, susține rubrici ca „Revista politică” și „Revista științelor”. Dă un Curs facultativ de istorie modernă critică (1875) și un Memento de istorie universală sau Istoria în tablouri (1883). În „Literatorul” i-a apărut o suită de Studii literare, reproduse în două volume (1892-1893). Didactice, greoaie, dar dovedind o bună cunoaștere a culturii antice, studiile judecă literatura vremii în raport cu idealul clasic al criticului: naturalismul e acuzat că anulează prin întâmplător caracterul de generalitate al artei (Frumos, grațios, sublim), parnasianismul este respins, întrucât excesul formal ar anula mișcarea ideii și „simțământul” (Despre poezia descriptivă).
Florescu utilizează noțiuni și definiții din Buffon, teoretizează asupra apropierii dintre pictură și poezie, dar și asupra armoniei imitative. Mereu limitat în aprecieri de dogma sa clasicistă (poeziile lui Nerval sunt „bizareriile minții sale bolnave”, Baudelaire nu este niciodată citat), emite uneori și observații interesante, cum ar fi cea despre importanța decorului în romantism, parnasianism, simbolism. Când iese din chingile metodei pentru a analiza o operă (Gr. Alexandrescu, Al. Vlahuță etc.), comentatorul nu trece dincolo de examenul versificației. Prețuiește, în literatura română, numai scriitorii pe care cercul „Literatorului” și-i recunoștea ca înaintași: Ion Heliade-Rădulescu, Grigore Alexandrescu, Dimitrie Bolintineanu, în timp ce Mihai Eminescu și Ion Slavici sunt ironizați, fără inteligență. Eminescu, care a crezut că sub pseudonimul Rienzi se ascundea Florescu, a răspuns atacurilor din „Literatorul” cu o Epistolă deschisă către Bonifaciu, pe care îl numește "homunculus" ( epistolă rămasă în manuscris în timpul vieții poetului, ea conține germenii Scrisorii II). Unui examen negator sunt supuse scrierile lui Maiorescu în două articole, intitulate „Despre stil”; este proclamată tendențios lipsa, la noi, a unei critici literare.

### Poet și traducător
Florescu a scris versuri în română (Ritmuri și rime, 1892) și în franceză (Quelques vers. Au profit des blessés, 1877); căznite jocuri prozodice, ele au contribuit totuși la împământenirea unor forme fixe. Poemul în proză, cultivat la „Literatorul”, este încercat, după model francez, în Aquarele și poezii în proză (1894) (un fel de tablouri, de "fotografii morale") și în câteva Sanguine românești, anexate Sanguinelor traduse din Catulle Mendès (1889). Florescu a fost un conștiincios popularizator al literaturii franceze, iar prin intermediul francezei a asigurat rubrica de tălmăciri din „Portofoliul român”, „Povestitorul”, „Duminica”, „Literatorul”, „Biblioteca familiei” cu texte din Alexander Pope, Pierre de Ronsard, Voltaire, Molière, Alfred de Musset, Henri Murger, Walter Scott, Johan Ludvig Runeberg, José María de Heredia, Theodore de Banville, Edgar Allan Poe, Henry Wadsworth Longfellow, Sándor Petőfi, din folclorul rus, chinez, albanez, indian, italian.
Lui Florescu i se datorează prima traducere în română a volumului Nevrozele, scris de Maurice Rollinat. Tot Florescu a tradus pentru prima dată în română povestirea Faptele în cazul domnului Valdemar, scrisă de Edgar Allan Poe.

## Opera literară
- Etiam contra omnes, (2 volume), București, 1875;
- Cursu facultativu de istorie modernă critică, București, 1875;
- O sută de adevăruri, București, 1875;
- Răpirea Bucovinei (coautor Vasile Maniu), București,  1975
- Quelques vers. Au profit des blesses, București, 1877;
- Memento de istorie universală sau Istoria în tablouri, București, 1883;
- Ritmuri și rime, București, 1892;
- Studii literare, I-II, București, 1892-1893;
- Aquarele și poezii în proză, București, 1894.

Traduceri
- Catulle Mendès, Sanguine, București, 1889